# Municipio de Lawrence (Indiana)
El municipio de Lawrence (en inglés: Lawrence Township) es un municipio ubicado en el condado de Marion en el estado estadounidense de Indiana. En el año 2010 tenía una población de 118447 habitantes y una densidad poblacional de 942,86 personas por km².

## Geografía
El municipio de Lawrence se encuentra ubicado en las coordenadas 39°52′30″N 86°0′48″O / 39.87500, -86.01333. Según la Oficina del Censo de los Estados Unidos, el municipio tiene una superficie total de 125.62 km², de la cual 121.42 km² corresponden a tierra firme y (3.35%) 4.21 km² es agua.

## Demografía
Según el censo de 2010, había 118447 personas residiendo en el municipio de Lawrence. La densidad de población era de 942,86 hab./km². De los 118447 habitantes, el municipio de Lawrence estaba compuesto por el 55.54% blancos, el 35.18% eran afroamericanos, el 0.28% eran amerindios, el 1.54% eran asiáticos, el 0.09% eran isleños del Pacífico, el 4.37% eran de otras razas y el 3.01% pertenecían a dos o más razas. Del total de la población el 8.48% eran hispanos o latinos de cualquier raza.